# Nomenclatura de pilas
El estándar de nomenclatura de pilas, describe baterías de célula secas portátiles que tienen dimensiones físicas y características eléctricas intercambiables entre fabricantes.  La larga historia de las células secas desechables, significa que muchos fabricantes diferentes-estándares concretos y nacionales solieron designar medidas, mucho tiempo antes de que se lograrán  los estándares internacionales. Los estándares técnicos para medidas de batería y los tipos están establecidos por organizaciones de estándares como la Internacionales Electrotechnical Comisión (IEC) y el Instituto de Estándares Nacional americano (ANSI).  Las medidas populares se refieren todavía
a fabricantes o estándares viejos señalamientos, y algunos señalamientos no sistemáticos han sido incluidos en estándares internacionales actuales debido a su amplio uso.
La nomenclatura completa para la batería plenamente especificará la medida, química, arreglos terminales y características especiales de una batería.  La misma célula físicamente intercambiable la medida puede haber ampliamente características diferentes; físico interchangeability no es el factor único en sustitución de baterías.
Los estándares nacionales para baterías de célula seca han sido desarrollados por ANSI, JIS, estándares nacionales británicos,  y otros. Civil, anuncio, gobierno y estándares militares todos existen. Dos del más prevalent estándares actualmente en el uso es el IEC 60086 series y el ANSI #C18.1 series. Ambos estándares dan dimensiones, características de rendimiento estándar, e información de seguridad.
Los estándares modernos contienen ambos nombres sistemáticos para célula escribe aquello da información en la composición y medida aproximada de las células, así como códigos numéricos arbitrarios para medida de célula.

## Historia del estándar IEC
El Internacional Electrotechnical Comisión (IEC) estuvo establecido en Francia en 1906 y co-ordinates desarrollo de estándares para una gama ancha de productos eléctricos. El IEC mantiene dos comités, TC21 establecidos en 1933 para rechargeable baterías, y TC35 establecidos en 1948 para baterías primarias, para desarrollar  estándares.  El sistema de señalamiento actual estuvo adoptado en 1992. Tipos de batería están designados con una secuencia/de número de la letra que indica número de células, química de célula, forma de célula, dimensiones, y características especiales. Señalamientos de célula segura de las revisiones más tempranas del estándar han sido retenidas.
El primer IEC los estándares para medidas de batería estuvieron emitidos en 1957.
Desde entonces 1992, estándar Internacional IEC 60086 define un sistema de codificación alfanumérico para baterías.
Estándar británico 397 para las baterías primarias estuvo retirada y reemplazados por el IEC estándar en 1996.

## Historia del estándar ANSI
Estandarización de las baterías en los Estados Unidos empezaron en 1919, cuándo los EE.UU. la agencia Nacional de Estándares publicó procedimientos de prueba recomendable y dimensiones estándares de células. Los estándares americanos estuvieron revisados varios tiempos  durante las décadas siguientes, medidas tan nuevas de células estuvieron introducidas y la química nueva desarrolló, incluyendo cloruro, alcalino, mercurio y rechargeable tipos.
Los primeros Estándares americanos Asociación (predecesor a ANSI) estándar C18 aparecido en 1928. Liste medidas de célula que utilizan un código de letra, aproximadamente por orden de medida de más pequeño (Un) a tipos más grandes. El señalamiento numérico único era el 6 -pulgada Núm. "alto 6" célula. La 1934 edición del C18 estándar expandió el sistema de nomenclatura para incluir serie y variedades paralelas de células. En 1954, baterías de mercurio estuvieron incluidas en el estándar. La 1959 edición identificó tipos propio para uso con transistores de radio. En 1967, NEMA tomó encima responsabilidad para desarrollo de la Agencia Nacional de Estándares. La 12.ª edición de C18 empezó para ser armonizado con el IEC estándar.  Rechargeable Las baterías estuvieron introducidas en el C18 estándar en 1984, y tipos de litio estuvieron estandarizados en 1991.
En 1999 los estándares de ANSI eran extensamente seguridad revisada y separada los estándares proporcionaron. La edición actual de los estándares de ANSI designa medidas con un número arbitrario, con una letra de prefijo para designar forma,  y con una letra de sufijo o letras para identificar química diferente, terminales, u otras características.

## Nomenclatura de batería IEC
Tres comités técnicos diferentes de IEC estándares de marca en baterías: TC21(ventaja-ácido), SC21(otro secundario) y TC35(primario). Cada grupo ha publicado estándares relacionando a la nomenclatura de baterías - IEC 60095 para ventaja-ácido starter baterías, IEC 61951-1 y 61951-2 para Ni-Cd y Ni-MH baterías, IEC 61960 para Li-ión, y IEC 60086-1 para baterías primarias.

### Baterías primarias

#### Numeración de batería

IEC 60086 tipo de batería sistema de señalamiento.

Ejemplos del IEC la nomenclatura es baterías  coded R20, 4R25X, 4LR25-2, 6F22, 6P222/162, CR17345 y LR2616J. Las letras y los números en el código indican el número de células, química de célula, forma, dimensiones, el número de caminos paralelos en la batería reunida y cualesquier letras de modificar consideraron necesarias. Un multi-batería de sección (dos o más voltajes del mismo paquete) tendrá un multi-señalamiento de sección.
Con anterioridad a octubre 1990, células de ronda estuvieron designadas con un código de medida numérico secuencial que varía de R06 a través de a R70, por ejemplo R20 es la medida de una "D" célula o ANSI"13" medida. Después de que octubre 1990, células de ronda son sistemáticamente identificadas con un número derivado de su diámetro y altura. Las células primarias más grandes que 100 mm en el diámetro o la altura están designados con un oblique "/" entre diámetro y altura.
| R20       | R | 20 | Un zinc solo-célula de linterna del carbono. Medida 20 cuál es equivalente a D, o ANSI "13" medida | | | |
| 4R25X     | 4 | R  | 25                                                                                                 | X | Un zinc-batería de linterna del carbono. Constando de 4 medida de ronda 25 células en serie. Rescindido con terminales de primavera. | |
| 4LR25-2   | 4 | L  | R                                                                                                  | 25 | 2 | Una batería de linterna alcalina. Constando de 2 cuerdas paralelas de 4 medida de ronda 25 células en serie.                         |
| 6F22      | 6 | F  | 22                                                                                                 | Un zinc-carbono batería rectangular. Constando de 6 medida plana 22 células. Equivalente a un PP3 o batería de transistor. | | |
| 6P222/162 | 6 | P  | 222                                                                                                | 162 | Un zinc-batería de carbono. Dimensiones máximas: longitud 192 mm, ancho 113 mm, y altura 162 mm. Constando de 6 células en serie.    | |
| CR17345   | C | R  | 17                                                                                                 | 345 | Un litio de ronda de célula sola célula. 17 mm diámetro, 34.5 mm altura.                                                             | |
| LR2616    | L | R  | 26                                                                                                 | 16 | Una ronda de célula sola batería alcalina, 26.2 mm diámetro, 1.67 mm altura.                                                         | |
| LR8D425   | L | R  | 8.5                                                                                                | D | 42.5 | Una ronda de célula sola batería alcalina, 8.8 mm diámetro (8.5 +0.3 para modifier) y 42.5 mm mucho tiempo, AAAA o ANSI "25" medida. |

#### Sistema electroquímico
La primera letra identifica la composición química de la batería, el cual también implica un voltaje nominal.
Es común de referir al electrodo negativo primero en IEC definiciones de batería.
| Lettercode  | Electrodo negativo | Electrólito                        | Electrodo positivo                        | Nominalvoltage (V) | Máximo opencircuit voltaje (V) | Artículo principal          |
| ----------- | ------------------ | ---------------------------------- | ----------------------------------------- | ------------------ | ------------------------------ | --------------------------- |
| (Ninguno)   | Zinc               | Cloruro de amonio, cloruro de Zinc | Dióxido de manganeso                      | 1.5                | 1.725                          | Zinc-batería de carbono     |
| Un          | Zinc               | Cloruro de amonio, cloruro de Zinc | Oxígeno                                   | 1.4                | 1.55                           | Zinc-batería de aire        |
| B           | Litio              | Electrólito orgánico               | Carbono monofluoride                      | 3.0                | 3.7                            | Batería de litio            |
| C           | Litio              | Electrólito orgánico               | Dióxido de manganeso                      | 3.0                | 3.7                            | Batería de litio            |
| E           | Litio              | No-electrólito inorgánico acuoso   | Thionyl Cloruro                           | 3.6                | 3.9                            | Batería de litio            |
| F           | Litio              | Electrólito orgánico               | Hierro disulfide                          | 1.5                | 1.83                           | Batería de litio            |
| G           | Litio              | Electrólito orgánico               | Cobre(II) óxido                           | 1.5                | 2.3                            | Batería de litio            |
| L           | Zinc               | Alkali Hidróxido de metal          | Dióxido de manganeso                      | 1.5                | 1.65                           | Batería alcalina            |
| M(retirado) | Zinc               | Alkali Hidróxido de metal          | Mercuric Óxido                            | 1.35               | Mercury batería                |                             |
| N(Retirado) | Zinc               | Alkali Hidróxido de metal          | Mercuric Óxido, dióxido de manganeso      | 1.4                | Mercury batería                |                             |
| P           | Zinc               | Alkali Hidróxido de metal          | Oxígeno                                   | 1.4                | 1.68                           | Zinc-batería de aire        |
| S           | Zinc               | Alkali Hidróxido de metal          | Óxido de plata                            | 1.55               | 1.63                           | Plata-batería de óxido      |
| Z           | Zinc               | Alkali Hidróxido de metal          | Dióxido de manganeso, níquel oxyhydroxide | 1.5                | 1.78                           | Níquel oxyhydroxide batería |

La cursiva indica un sistema químico improbable de ser encontrado en consumidor o baterías de propósito general, o retirados del estándar actual.

#### Forma

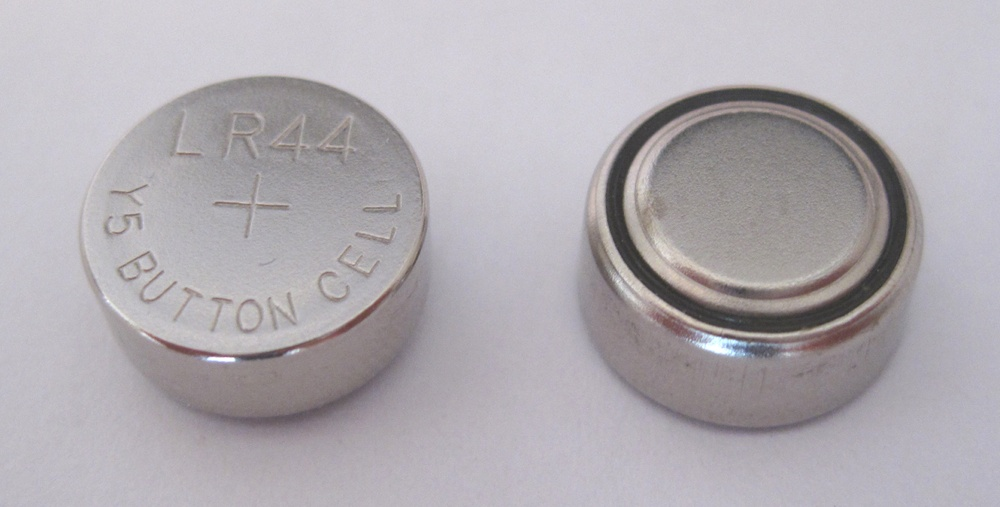
LR44 célula alcalina.

Códigos de forma son:
R Ronda, (moneda, botón o cilíndrico)
P No ronda
F Piso (la capa construida)
S Plaza (o rectangular o prismático)
El F y S códigos de forma siguen en uso pero no es para ser utilizado para definiciones de batería nueva.

#### Código de medida
Ciertas medidas, dadas por números de uno o dos dígitos, representan códigos de medida estándar de ediciones anteriores del estándar. Las medidas dadas cuando 4 o más los dígitos indican el diámetro de la batería y la altura global.
Los números en el código correlate con las dimensiones de batería. Para baterías con dimensiones de < 100 mm el (truncados) diámetro en milímetros, seguidos por la altura en tenths de un milímetro; para baterías con una dimensión sola ≥ 100 mm el diámetro en milímetros, entonces una cuchillada (/) siguió por la altura en milímetros.
Así como las definiciones de código de medida recomendables allí son también diez modificando letras de sufijo que puede ser añadido hasta el final del código de medida concreto. Estos corridos de Un a L (omitiendo F e I) y según la dimensión más grande de la batería puede tampoco signify 0.0 @– 0.9 mm dimensiones máximas o 0.00 @– 0.09 mm dimensiones máximas con Un ser 0.0 o 0.00 y L ser 0.9 o 0.09.
Para células planas el código de diámetro está dado como el diámetro de un círculo circunscrito alrededor del área de la célula entera.
Códigos de medida estandarizada para baterías redondas que no siguen la nomenclatura actual pero ha sido retenido para la facilidad de uso está dada por un un o dos número de dígito que sigue el R. Estos incluyen pero no es limitado a:
| Numbercode | Diámetro nominal | Altura nominal | Nombre común |
| ---------- | ---------------- | -------------- | ------------ |
| R25        | 32               | 91             | F            |
| R20        | 34.2             | 61.5           | D            |
| R14        | 26.2             | 50.0           | C            |
| R6         | 14.5             | 50.5           | AA           |
| R1         | 12.0             | 30.2           | N            |
| R03        | 10.5             | 44.5           | AAA          |

Baterías de botón de la ronda también llevan medida de dos dígitos códigos como R44, ver la mesa de batería del botón para dimensiones típicas. Otra ronda, piso, y las medidas cuadradas han sido estandarizadas pero está utilizado mayoritariamente para componentes de multi-baterías de célula.

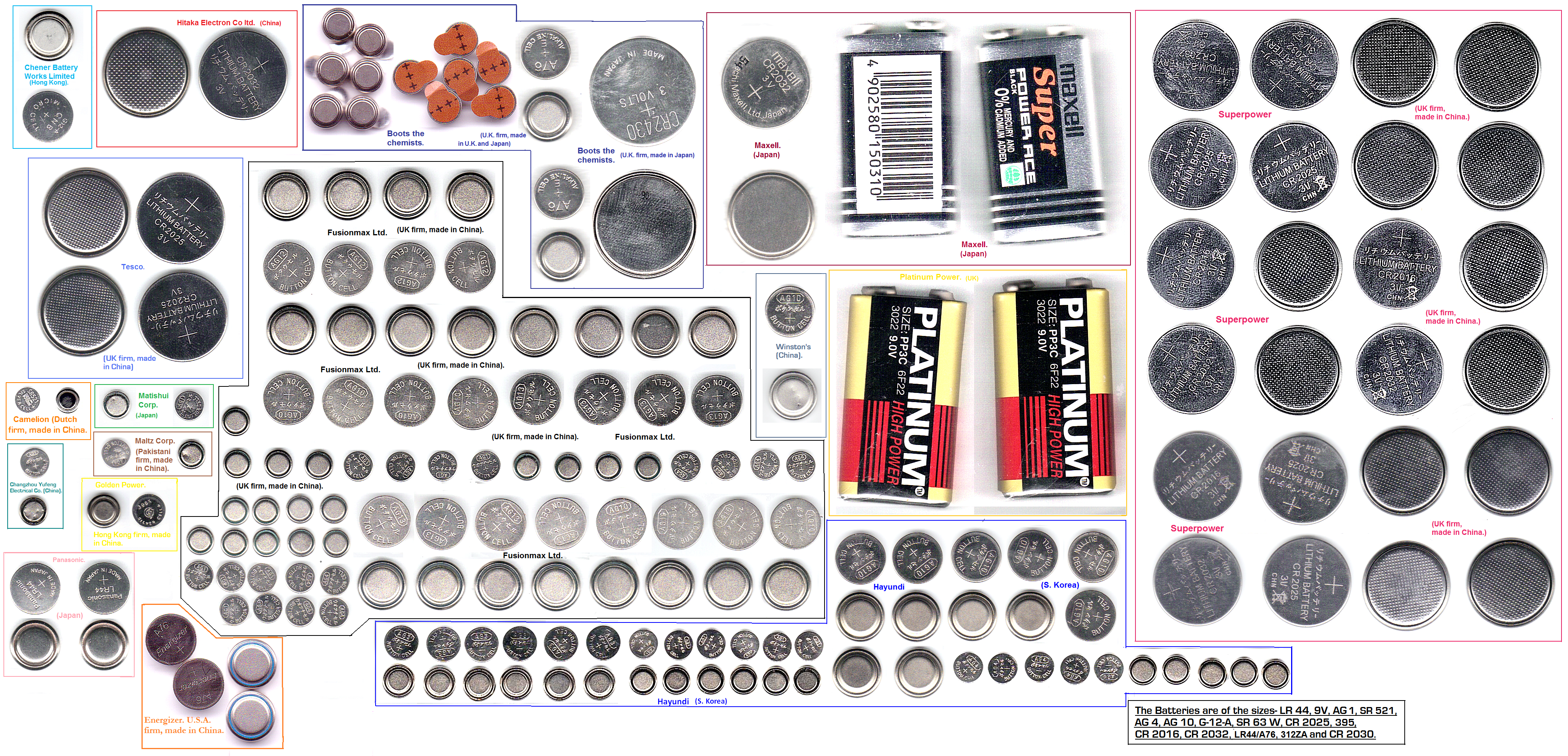
Medidas surtidas de botón y células de moneda, incluyendo alcalinos y óxido de plata chemistries. Cuatro rectangular 9v las baterías son también mostradas, para comparación de medida. Amplía para ver el botón y código de medida de célula de moneda markings.

El siguiente es una lista parcial de IEC diámetro recomendable estándar y códigos de altura para células redondas:
| Numbercode | Diámetro máximo | Altura máxima |
| ---------- | --------------- | ------------- |
| 4          | 4.8             |               |
| 5          | 5.8             |               |
| 6          | 6.8             |               |
| 7          | 7.9             |               |
| 9          | 9.5             |               |
| 10         | 10.0            |               |
| 11         | 11.6            |               |
| 12         | 12.5            | 1.20          |
| 16         | 16              | 1.60          |
| 20         | 20              | 2.00          |
| 23         | 23              |               |
| 24         | 24.5            |               |
| 25         | 2.50            |               |
| 30         | 3.00            |               |
| 36         | 3.60            |               |
| 50         | 5.00            |               |

#### Modificadores
Después del código de medida del paquete(s), las letras adicionales opcionalmente pueden aparecer. Variantes y estilos terminales de la misma batería pueden ser designados con las letras X o Y. Niveles de rendimiento también pueden ser designados con un C, P, S, CF, HH, o HB u otros sufijos de letra.
Una letra anexada "W" estados que esta batería complies con todos los requisitos del IEC 60086-3 estándar para baterías de reloj, como tolerancia dimensional, escape químico, y métodos de prueba.

#### Categorías de batería
IEC La nomenclatura clasifica baterías según su forma general y aspecto físico global. Estas categorías, aun así, no es identificado en el IEC nomenclatura de batería.
- Categoría 1: células Cilíndricas con protruding positivos y rebajados o terminales negativas planas. La terminal positiva será concéntrica con la célula en general. La altura total de la célula no es necesariamente igual como la distancia total entre terminales (Estas cuentas para nubs, recesos y batería casings). La célula casing es insulated. P. ej. R1 & LR8D425
- Categoría 2: células Cilíndricas con protruding positivos y protruding o terminales negativas planas. La altura total de la célula es igual como la distancia total entre terminales. La célula casing es insulated. P. ej. CR14250, LR61
- Categoría 3: células Cilíndricas con terminales positivas y negativas planas. La altura total de la célula no es necesariamente igual como la distancia total entre terminales (Estas cuentas para cualesquier protuberancias de la terminal negativa). La célula casing es en conexión con la terminal positiva. Ninguna parte de la célula está dejada a protrude de la superficie terminal positiva. P. ej. CR11108, LR9
- Categoría 4: células Cilíndricas con un protruding terminal negativa plana. La altura total de la célula es igual como la distancia total entre terminales. La célula casing es la terminal positiva y él está recomendado que la superficie exterior está utilizada para conexión positiva incluso aunque  es posible de la base. Ninguna parte de la célula está dejada a protrude de la superficie terminal positiva. P. ej. LR44, CR2032
- Categoría 5: baterías Cilíndricas qué cabidos ninguno de las otras categorías. P. ej. R40, 8LR23
- Categoría 6: baterías No cilíndricas. P. ej. 3R12, 4R25, 6F22

### Baterías secundarias

#### Níquel-cadmio y níquel-baterías de hidruro del metal
Níquel-cadmio y Níquel-baterías de hidruro del metal siguen una regla similar como el sistema encima; especialmente las células cilíndricas diseñaron para ser dimensionally intercambiables con las baterías primarias utilizan el mismo señalamiento como las baterías primarias, los códigos para sistemas electroquímicos tan abajo.
| Lettercode | Electrodo negativo                | Electrodo positivo | Nominalvoltage (V) | Artículo principal                  |
| ---------- | --------------------------------- | ------------------ | ------------------ | ----------------------------------- |
| H          | El hidrógeno que absorbe aleación | Óxido de níquel    | 1.2                | Níquel-batería de hidruro del metal |
| K          | Cadmio                            | Óxido de níquel    | 1.2                | Níquel-batería de cadmio            |

Todas otras células utilizan el sistema siguiente.
- Células prismáticas pequeñas: KF o HF seguido por ancho máximo en mm / grosor máximo en mm / altura máxima en mm. P. ej. KF 18/07/49
- Células cilíndricas: KR o HR seguido por una letra que indica índice de caudal (L, H, M o X para bajo, medio, alto y muy alto, respectivamente); entonces otra letra puede ser añadida para indicar uso en elevó temperaturas (T o U) o cargo rápido (R); entonces diámetro máximo en mm / altura máxima en mm. P. ej. KRL 33/62, HRHR 23/43
- Células de botón: KB o HB seguido por diámetro máximo en tenths de mm / altura máxima en tenths de mm. P. ej. KBL 116/055

#### Litio-baterías de ión

IEC 61960 tipo de batería sistema de señalamiento.

Litio-baterías de ión tienen una regla diferente para nombrar, el cual aplica ambos a baterías de células múltiples y célula sola. Serán designados cuando:
N1A1A2A3N2/N3/N4-N5
Dónde N1 denota el número de series conectó células y N5 denota número de paralelo conectó células (solo cuándo el número es más grande que 1); estos numera solo aplicar a baterías.
A1 indica la base de fase de electrodo negativo, donde  es para ión de litio y L es para metal de litio o aleación.
A2 indica la base de fase de electrodo positivo, y podría ser C, N, M, V o T para cobalto, níquel, manganeso, vanadio y titanio respectivamente.
A3 es para la forma de la célula; tampoco R para cilindro y P para prisma.
N2 es el diámetro máximo (en caso de células cilíndricas) o grosor (células prismáticas) en mm.
N3 es solo utilizado para células prismáticas para denotar el ancho máximo en mm.
N4 es la altura global máxima en mm.
(Para cualquier de las longitudes encima, si la dimensión es más pequeña que 1 mm lo puede ser escrito como tN, donde N es tenths de mm)
P. ej. ICR19/66, ICPt9/35/48, 2ICP20/34/70, 1ICP20/68/70-2

## Nomenclatura de batería ANSI
Las ediciones tempranas del estándar de ANSI utilizaron un código de letra para identificar las dimensiones de la célula. Desde entonces en el tiempo allí era carbono único-células de zinc, #ninguno letras de sufijo u otra notación estuvieron requeridas. El sistema de letra estuvo introducido en la 1924 edición del estándar, con letras Un a través de J asignó aproximadamente por orden de volumen de célula creciente, para las células típicamente fabricadas en aquel tiempo. Por 1934, el sistema había sido revisado y extendido a 17 medidas que varían de NS en 7⁄16 pulgada diámetro por 3⁄4 pulgada altura, a través de medida J en 1 3⁄4 pulgadas diámetro por 5 7⁄8 pulgadas alto, a la célula estándar más grande qué retenido su señalamiento viejo de Núm. 6 y cuál era 2 1⁄2 pulgadas en diámetro y 6 pulgadas alto. 

### Medida y códigos de forma

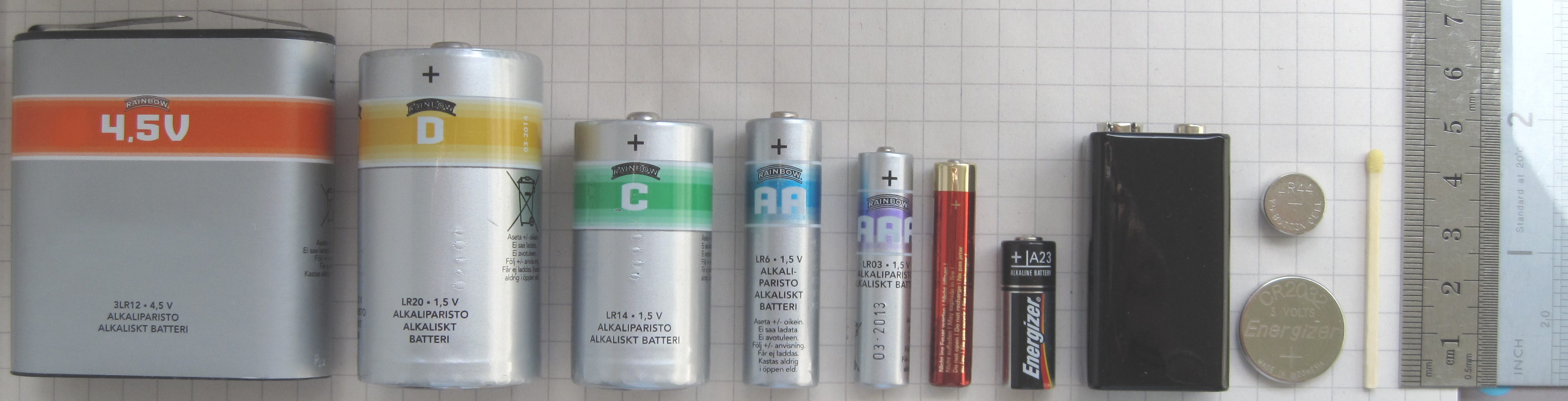
4.5-Voltio, D, C, AA, AAA, AAAA, Un23, 9-Voltio, CR2032 y LR44 células.

La edición actual de los usos estándares un código numérico para mostrar la medida de célula. Medidas de célula de ronda comunes son:
| Numbercode | Otro nombre | IEC Medida | Ejemplo                       |
| ---------- | ----------- | ---------- | ----------------------------- |
| 13         | D           | R20        |                               |
| 14         | C           | R14        |                               |
| 15         | AA          | R6         | 15A LR6 SIZE/FORMAT AA 1.5V   |
| 24         | AAA         | R03        | 24A LR03 SIZE/FORMAT AAA 1.5V |
| 25         | AAAA        | R8D425     |                               |

Desde estos IEC y estándares de batería del ANSI han sido armonizados, por ejemplo, un R20 célula tendrá las mismas dimensiones como un ANSI 13 célula.
Células planas, utilizados como componentes de multi-baterías de célula, tiene un F prefijo y una serie de números para identificar medidas.
Células de moneda estuvieron asignadas códigos de medida  en la 5000 gama.
Las células secundarias que utilizan sistemas H y K (níquel-hidruro de metal y níquel-hierro sulfide) tiene una serie separada de códigos de medida, pero las células son dimensionally intercambiables con células primarias.

### Sistema y sufijo de rendimiento letras
El sistema electroquímico e información de rendimiento está dado en letras de sufijo.
| Letra        | Importancia                                | IEC Letra de sistema |
| ------------ | ------------------------------------------ | -------------------- |
| (Ninguno)    | Carbono-zinc                               | (Ninguno)            |
| Un           | Alcalino                                   | L                    |
| AC           | Alcalino industrial                        | L                    |
| AP           | Alcalino fotográfico                       | L                    |
| C            | Carbono-el zinc industrial                 | (Ninguno)            |
| CD           | Zinc de carbono deber industrial , pesado  | (Ninguno)            |
| D            | Zinc de carbono, deber pesado              | (Ninguno)            |
| F            | Zinc de carbono, propósito general         | (Ninguno)            |
| H            | Hidruro de metal del níquel (rechargeable) | H                    |
| K            | Cadmio de níquel (rechargeable)            | K                    |
| LB           | Litio-carbono monofluoride                 | B                    |
| LC           | Litio-dióxido de manganeso                 | C                    |
| LF           | Litio-planchar disulfide                   | F                    |
| M (retirado) | mercuric Óxido                             | M (retirado)         |
| SO           | Óxido de plata                             | S                    |
| SOP          | Óxido de plata fotográfico                 | S                    |
| Z            | Zinc-aire                                  | P                    |
| ZD           | Zinc-aire, deber pesado                    | P                    |